# ICONO 14
ICONO 14 ist eine spanische Wissenschaftszeitschrift mit halbjährlicher Open-Access-Periodizität, deren Themen die Kommunikation in ihren verschiedenen Bereichen unter dem Blickwinkel der Informations- und Kommunikationstechnologien und der neuen Technologien abdecken. Sie veröffentlicht Studien auf Spanisch, Portugiesisch und Englisch.
Die Zeitschrift wird seit 2003 von der Wissenschaftlichen Vereinigung für Forschung (Asociación Icono14) in den neuen Kommunikationstechnologien herausgegeben, einem gemeinnützigen Berufsverband, der mit verschiedenen Zentren und Universitäten zusammenarbeitet und unter der redaktionellen Leitung von Professor Francisco García García der Universität Complutense Madrid und Professor Manuel Gertrudix Barrio von der Universität Rey Juan Carlos steht.
Seit ihrer Gründung hat sie 600 Artikel mit internationalen und lateinamerikanischen Themen, Autoren und Lesern veröffentlicht. Es ist in verschiedenen Datenbanken, Verzeichnissen, Zeitschriftenbewertungsplattformen, Zeitungsbibliotheken, Open-Access-Literatursuchmaschinen und Fachportalen indexiert. Es verwaltet Manuskripte über die Plattform Open Journal Systems 3.0 und verwendet das Anti-Plagiat-System Crossref Similarity Check.